# Burg Burghard
Die Burg Burghard ist eine abgegangene Höhenburg vom Typus einer Ringwallanlage auf einer Kuppe etwa 1500 m südöstlich von Lahr/Schwarzwald im Ortenaukreis in Baden-Württemberg.
Von der ehemaligen Burganlage sind noch Wall- und Grabenreste erhalten.